# Simonas Serapinas
Simonas Serapinas (Klaipėda, 24 febbraio 1982) è un allenatore di pallacanestro ed ex cestista lituano.

## Palmarès
- Campionato lituano: 2

Žalgiris Kaunas: 2003-04, 2004-05
- Lega Baltica: 1

Žalgiris Kaunas: 2004-05